# 亚蜂麻蝇属
亚蜂麻蝇属（学名：Asiometopia）为麻蝇科的一个属。

## 下属物种
本属包括以下物种：
- 布亚蜂麻蝇 Asiometopia kozlovi (Rohdendorf)
- 波斯亚蜂麻蝇 Asiometopia persa Rohdendorf